# Trematoppia cristipes
Trematoppia cristipes är en kvalsterart som beskrevs av Balogh 1964. Trematoppia cristipes ingår i släktet Trematoppia och familjen Oppiidae. Inga underarter finns listade i Catalogue of Life.